# Пороштица (Лебане)
Пороштица (серб. Пороштица) — населённый пункт в общине Лебане Ябланичского округа Сербии.

## Население
Согласно переписи населения 2002 года, в селе проживало 113 человек (все сербы).
| Численность населения | Численность населения | Численность населения | Численность населения | Численность населения | Численность населения | Численность населения | Численность населения |
| 1948                  | 1953                  | 1961                  | 1971                  | 1981                  | 1991                  | 2002                  | 2011                  |
| --------------------- | --------------------- | --------------------- | --------------------- | --------------------- | --------------------- | --------------------- | --------------------- |
| 667                   | 716                   | 620                   | 459                   | 332                   | 195                   | 113                   | 72                    |

## Религия
Согласно церковно-административному делению Сербской православной церкви, село относится к Третьему лебанскому приходу Ябланичского архиерейского наместничества Нишской епархии.